# Atsushi Natori
Atsushi Natori (Prefectura de Saitama, Japó, 12 de novembre de 1961) és un futbolista japonès que disputà sis partits amb la selecció japonesa.
Natori va néixer a Saitama. L'agost de 1979, quan Natori era estudiant de secundària, va ser seleccionat per la selecció nacional sub-20 del Japó per al Campionat Mundial juvenil de 1979, sense que arribés a jugar el partit. El 1980, després de graduar-se a l'escola secundària, es va incorporar a Mitsubishi Motors (més tard Urawa Reds). El club va guanyar els campionats d'Emperor's Cup el 1980, JSL Cup el 1981 i el Japan Soccer League el 1982. Tot i que va jugar com a jugador habitual des de la primera temporada, també va jugar a segona divisió perquè des de finals dels anys vuitanta el rendiment del club no va ser bo. El 26 d'octubre de 1988, va debutar a la selecció japonesa contra Corea del Sud. El 1989, també va jugar a la Copa Mundial. Va jugar 6 partits per al Japó fins al 1989. El 1993 i el 1994, el seu club va acabar al lloc inferior i es va retirar a finals de la temporada 1994.